# Radolfzell-Haselbrunn
Radolfzell Haselbrunn – przystanek kolejowy w Radolfzell am Bodensee, w kraju związkowym Badenia-Wirtembergia, w Niemczech.
Zatrzymują się tutaj tylko pociągi linii Seehäsle.
| Radolfzell Haselbrunn       |  |                                                   |
| Linia Bodenseegürtel        |  |                                                   |
| Radolfzellodległość: 1,4 km |  | Radolfzell am Bodensee-Rehbösch odległość: 2,9 km |
| Linia Seehäsle              |  |                                                   |
| Radolfzellodległość: 1,4 km |  | Radolfzell am Bodensee-Rehbösch odległość: 2,9 km |